# Mettunasuvanpalayam
Mettunasuvanpalayam es una ciudad censal situada en el distrito de Erode en el estado de Tamil Nadu (India). Su población es de 17240 habitantes (2011). Se encuentra a orillas del río Kaveri, a 12 km de Erode y a 66 km de Salem.

## Demografía
Según el censo de 2011 la población de Mettunasuvanpalayam era de 17240 habitantes, de los cuales 8638 eran hombres y 8602 eran mujeres. Mettunasuvanpalayam  tiene una tasa media de alfabetización del 84,87%, superior a la media estatal del 80,09%: la alfabetización masculina es del 90,08%, y la alfabetización femenina del 79,63%.